# Galaxias
Galaxias är ett släkte av fiskar. Galaxias ingår i familjen Galaxiidae.

## Dottertaxa tillGalaxias, i alfabetisk ordning[1]
- Galaxias anomalus
- Galaxias argenteus
- Galaxias auratus
- Galaxias brevipinnis
- Galaxias cobitinis
- Galaxias depressiceps
- Galaxias divergens
- Galaxias eldoni
- Galaxias fasciatus
- Galaxias fontanus
- Galaxias globiceps
- Galaxias gollumoides
- Galaxias gracilis
- Galaxias johnstoni
- Galaxias macronasus
- Galaxias maculatus
- Galaxias neocaledonicus
- Galaxias niger
- Galaxias occidentalis
- Galaxias olidus
- Galaxias parvus
- Galaxias paucispondylus
- Galaxias pedderensis
- Galaxias platei
- Galaxias postvectis
- Galaxias prognathus
- Galaxias pullus
- Galaxias rostratus
- Galaxias tanycephalus
- Galaxias truttaceus
- Galaxias vulgaris
- Galaxias zebratus